# تحدي أبو ظبي للمغامرات
تحدي أبو ظبي للمغامرات هو عبارة عن سباق قدرة سنوي متعدد الرياضات، شقت خلاله فرق مختلطة مكونة من أربعة أفراد طريقها عبر طريق صعب مدته ستة أيام، لمسافة 400 كيلومتر (في المتوسط) عبر أبو ظبي، أقيم الحدث تحت رعاية الشيخ هزاع بن زايد آل نهيان، رئيس مجلس أبو ظبي الرياضي، وبلغت قيمة الجوائز التي حصل عليها الفريق 236.500 دولار أمريكي، حيث حصل الفريق الفائز على 40.000 دولار أمريكي.
يتضمن تحدي أبو ظبي للمغامرات عددًا من التخصصات، بما في ذلك الجري على المسارات، والتجديف البحري، وأعمال الحبال، وركوب الدراجات الجبلية، والتوجيه في الصحراء، وجري المغامرات، وقد طور تحدي أبو ظبي للمغامرات من قبل هيئة أبوظبي للسياحة لعرض المناظر الطبيعية المتنوعة في الإمارة، بما في ذلك مشاهد المدينة. والجزر والصحراء والواحات والمرتفعات الصخرية.

## تاريخ

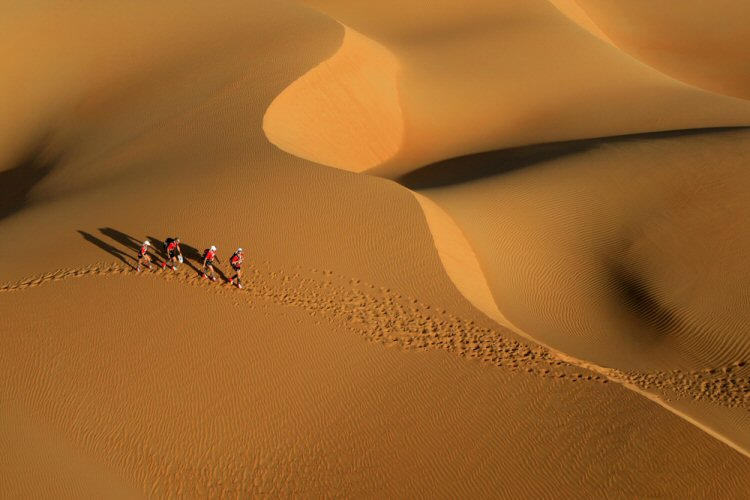
في عام 2010، توجه 50 فريقًا من 20 دولة إلى صحراء الربع الخالي الشاسعة، وهو رقم قياسي

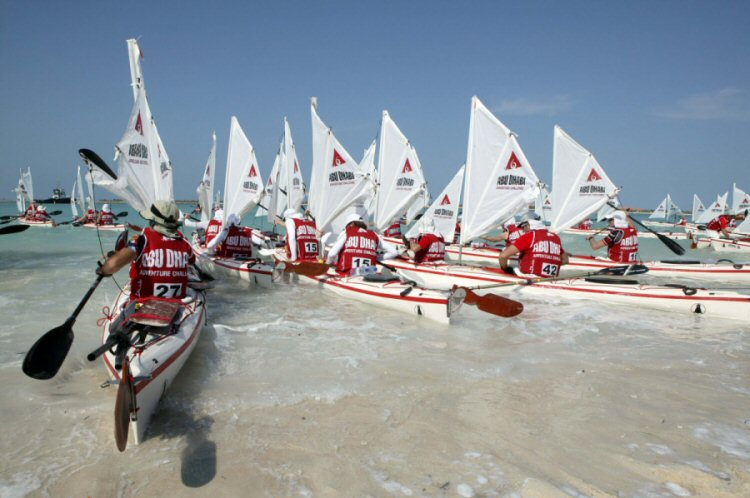
التجديف بالكاياك في البحر من التحديات التي تواجهها الفرق

منذ بدايته في عام 2007، اجتذب التحدي عددًا كبيرًا من الفرق المشاركة من جميع أنحاء العالم مما أكسبه سمعة سباق المغامرات الأكثر عالمية في العالم. أُقيم تحدي أبو ظبي للمغامرات الأول في الفترة من 9 إلى 14 ديسمبر 2007، وضم 26 فريقًا من 15 دولة. كان الطريق 404 كيلومترات مع فرق ارتفاع قدره 5165 مترًا، الفائزون هم فريق يوروسبورت النيوزيلندي، والذي يتكون من ريتشارد أوشر (كابتن - نيوزيلندا)، إلينا أوشر (فنلندا)، آرون برينس (نيوزيلندا) وجوردون ووكر (نيوزيلندا).
بدأت نسخة 2008، التي استمرت من 12 إلى 17 ديسمبر، بمشاركة 36 فريقًا من 19 دولة (384 كيلومترًا / 4277 مترًا) - بزيادة قدرها 30 بالمائة في المشاركات مقارنة بالعام السابق. وتتميز بمسار ذو مظهر جديد، يضم الوجهة الطبيعية لجزيرة صير بني ياس في المنطقة الغربية في الإمارة، وقد فاز بسباق 2008 مرة أخرى فريق بقيادة ريتشارد أوشر (نيوزيلندا). يتسابق تحت شعار فريق جزر الصحراء، وانضم إلى أوشر كل من إيلينا أوشر (فنلندا)، وجراد كولار (أستراليا)، وهنري جاي (الولايات المتحدة الأمريكية).
نسخة 2009، التي أقيمت في الفترة من 4 إلى 9 ديسمبر، زادت في المشاركات مرة أخرى. أكمل 40 فريقًا من 20 دولة، وهو رقم قياسي في ذلك الوقت، مسافة 379 كيلومترًا بفارق ارتفاع قدره 4979 مترًا. وحقق ريتشارد وإيلينا أوشر (فريق قصر السراب)، ليحققا الفوز للمرة الثالثة على التوالي بأداء رائع.
بالنسبة لعام 2010، شهد تحدي أبو ظبي للمغامرات وصول مشاركة الفرق إلى طاقتها الكاملة قبل ثلاثة أشهر من السباق، حيث شارك 50 فريقًا من 20 دولة في الحدث ذو المظهر الجديد، والذي أقيم في الفترة من 10 إلى 15 ديسمبر. وفي علامة واضحة على تزايد شعبية هذه الرياضة محلياً، قامت تسعة فرق من الإمارات العربية المتحدة بالتسجيل - وهو أكبر عدد يتم تسجيله محلياً - والثالث في العام الماضي. كان لدى فرنسا، أنصار سباقات المغامرات التقليدية، ثمانية فرق، وكان لبريطانيا أربعة فرق.
كما زادت أستراليا ونيوزيلندا والسويد والولايات المتحدة وجنوب أفريقيا من مشاركاتها بثلاثة فرق لكل منها، مع وجود فريقين لكل من روسيا والصين. واختتمت سويسرا وكندا والدنمارك وألمانيا وإيطاليا والنرويج وبولندا وسنغافورة وتركيا وإسبانيا قائمة الدول المشاركة بفريق واحد لكل منها.
ظهر ثمانية وعشرون فريقًا لأول مرة في تحدي 2010، حيث تم تمثيل كندا والنرويج وكاليدونيا الجديدة، وهي جزيرة في جنوب غرب المحيط الهادئ، لأول مرة.

## طريق

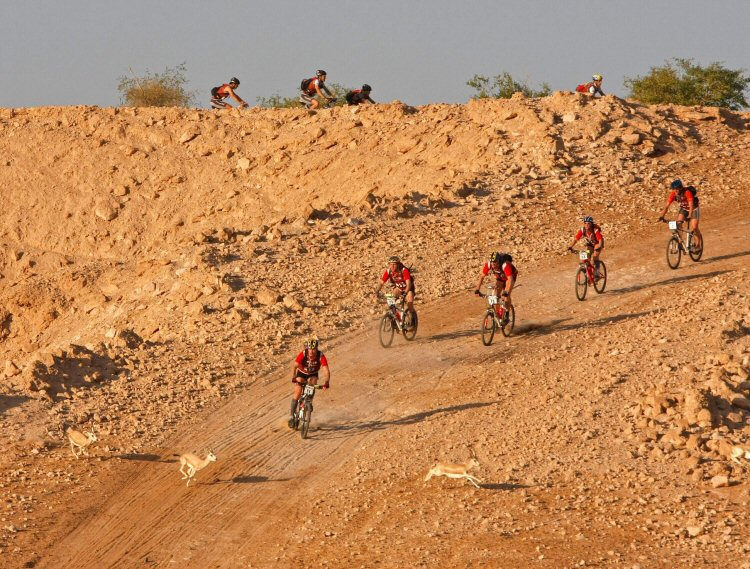
ركوب الدراجات الجبلية عبر المناظر الطبيعية في أبو ظبي إحدى المراحل المثيرة للمتنافسين

على الرغم من أن المسار يتغير من سنة إلى أخرى، إلا أنه يحتفظ بخصائص معينة. تقليدياً، يبدأ تحدي أبو ظبي للمغامرات بجولة ممتعة ومتعددة التخصصات في مدينة أبوظبي. يتبع ذلك عمومًا في اليوم الثاني جولة تجديف بالكاياك البحرية، حيث تنطلق الفرق إلى المياه الضحلة للخليج العربي في قوارب كاياك مصممة خصيصًا لشخصين. وفي الأيام الثالثة والرابعة والخامسة، يدخل الرياضيون عادةً إلى الربع الخالي وقرية حميم في واحة ليوا الشرقية، حيث يتعين عليهم إكمال مسار صحراوي متعدد المراحل وركوب الدراجات الجبلية. وفي اليوم الأخير، يتسلق الرياضيون جبل حفيت - إحدى أعلى قمم الإمارة - قبل إكمال سباق السرعة إلى قلعة الجاهلي التاريخية في واحة مدينة العين، القلب الثقافي للإمارة.

## طريق 2010

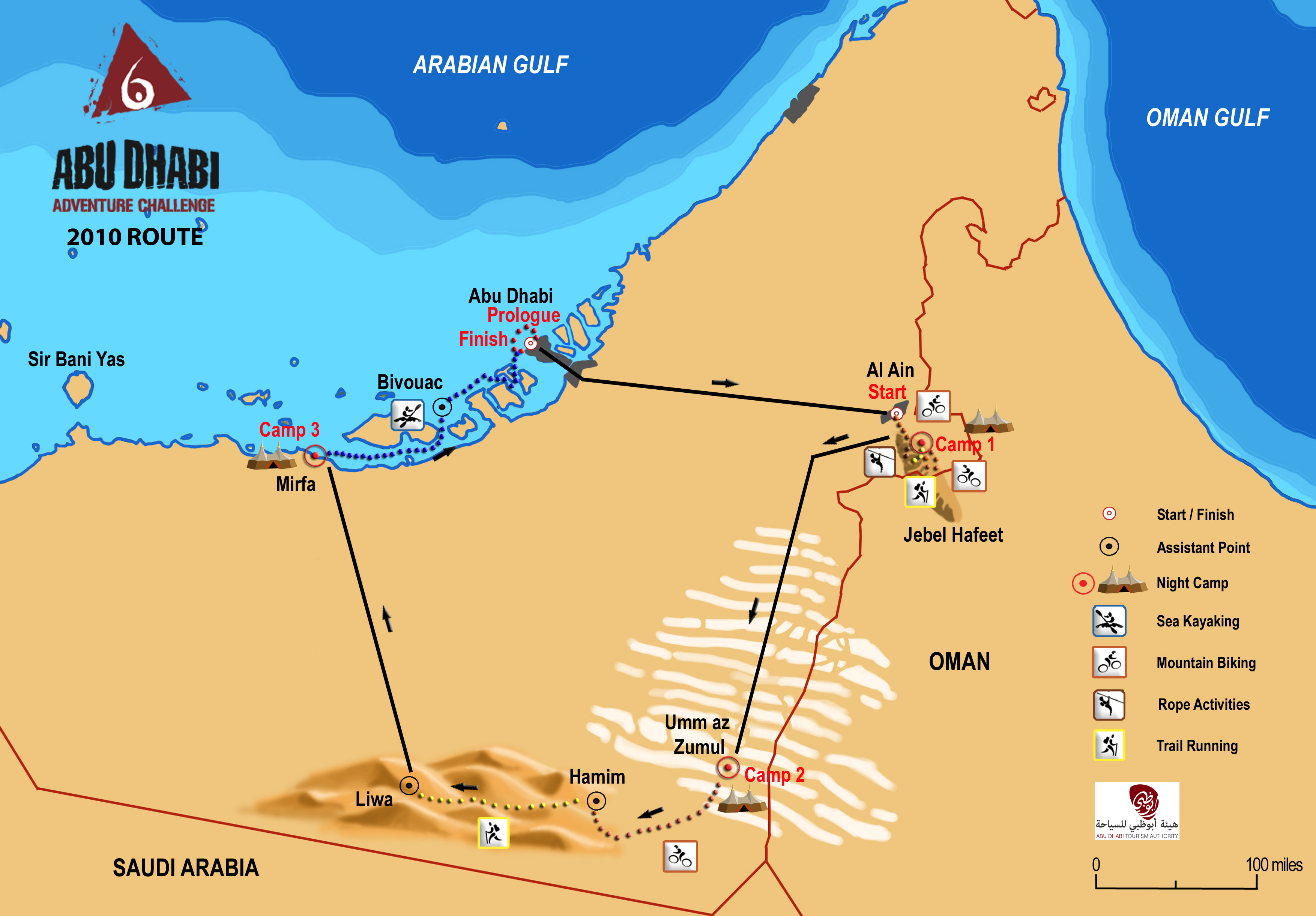
خريطة أداك 2010

يتميز تحدي 2010 بمسار ذو مظهر جديد، حيث يبدأ السباق الذي يستمر ستة أيام وينتهي في عاصمة الإمارات العربية المتحدة لأول مرة.
بعد مقدمة الترياتلون التقليدية على مستوى المدينة، تتنقل الفرق في اتجاه عقارب الساعة من الشرق إلى الغرب، بدءًا من واحة مدينة العين لمواجهة النتوءات الوعرة لأعلى قمة في الإمارة، جبل حفيت - وهو عكس الاتجاه تمامًا دورات السنوات السابقة.
من الجبال، تجتاز الفرق مساحة الربع الخالي الشاسعة - وهي واحدة من أكبر مساحات الرمال غير المنكسرة في العالم، وأكبر من مساحة هولندا وفرنسا وبلجيكا مجتمعة - لمدة يومين. وتلعب التكتيكات دورًا أيضًا خلال هذه المرحلة، حيث يتعين على الفرق اختيار ما إذا كانت ستحاول تجربة جميع النقاط، أو تفويت النقاط الرئيسية وتحمل عقوبة الوقت بدلاً من توفير الطاقة في الكثبان الرملية شديدة الانحدار التي يبلغ ارتفاعها 200 متر.
وينتهي سباق التحمل أخيرًا بجزء من التجديف البحري بطول 128 كيلومترًا لمدة يومين يعود إلى خط النهاية في مدينة أبوظبي.
| سنة  | ترتيب | فريق                            | أعضاء الفريق                                                | وقت             |
| ---- | ----- | ------------------------------- | ----------------------------------------------------------- | --------------- |
| 2007 | 1.    | يوروسبورت نيوزيلندا             | ريتشارد أوشر، إلينا أوشر، آرون برينس، جوردون ووكر           | 40:55:12 ساعة   |
|      | 2.    | نايك                            | مايك كلوسر، مايكل توبين، كريس فورم، ساري أندرسون            | 41:15:32 ساعة.  |
|      | 3.    | ويلسا هيلي هانسن                | كارين بيليت، فرانسوا فالوسي، سيباستيان سكاي، آلان بيرجر     | 41:26:25 ساعة.  |
|      | 23.   | شركة التطوير والاستثمار السياحي | فرح بركات، جريجوري أنتونيس، ستيف كوتارد، فرانسوا لوت        | 116:11:10 ساعة. |
| 2008 | 1.    | جزر الصحراء                     | ريتشارد أوشر، إلينا أوشر، جاراد كولار، جاي هنري             | 39:18:20 ساعة.  |
|      | 2.    | فريق NZL                        | جوردون ووكر، جوردون بليثين، جورج كريستيسون، فلور باوسي      | 39:25:23 ساعة.  |
|      | 3.    | سبورت 2000 فيبرام اوت دراي      | جاكي بواسيت، ميريام جيلوت، سيلفيان مونتانيي، فرانسوا فالوسي | 39:31:42 ساعة.  |
|      | 28.   | إيمرسون                         | جايلز ريتشاردسون، جون يونج، كيفن ويست، راشيل كلوف           | 63:24:45 ساعة.  |
| 2009 | 1.    | قصر السراب                      | ريتشارد أوشر، إلينا أوشر، مارسيل هاجنر، ناثان فافاي         | 46:19:06 ساعة.  |
|      | 2.    | أدكو                            | فلور باوسي، جورج كريستيسون، جوردون بليثين، ستيوارت لينش     | 46:55:14 ساعة.  |
|      | 3.    | فيبرام سبورت 2000               | جاكي بويسيت، ميريام جيلوت، سيلفان مونتاني، دوارن فارلي      | 47:26:16 ساعة.  |
|      | 13.   | أبو ظبي الصقور                  | أدريان هايز، كيفن ويسي، جون يونغ، كاثرين تود                | 56:32:25 ساعة.  |
| 2010 | 1.    | ثول                             | ريتشارد أوشر، إلينا أوشر، مارسيل هاجنر، ناثان فافاي         | 45:44:47 ساعة.  |
|      | 2.    | ثول أوروبا                      | جاكي بويسيت، ميريام جيلوت، مارتن فلينتا، جاراد كولار        | 47:08:08 ساعة.  |
|      | 3.    | فينغر                           | بيرنهارد هوغ، بنجامين روسمان، أندريا هوسر، مارك بشيبيزين    | 47:39:01 ساعة.  |
|      | 15.   | 2XU بلاك بيري                   | داريل تشيليز، كاث تود، آدم مارسينوفيتش، بروس دنكان          | 58:14:56 ساعة.  |

## روابط خارجية
- الموقع الرسمي
- هيئة أبو ظبي للسياحة